# Dichaea humilis
Dichaea humilis är en orkidéart som beskrevs av Célestin Alfred Cogniaux. Dichaea humilis ingår i släktet Dichaea och familjen orkidéer.
Artens utbredningsområde är Peru. Inga underarter finns listade i Catalogue of Life.